# Pierre-Auguste Adet
Pierre-Auguste Adet (Nevers, 17 maggio 1763 – Parigi, 19 marzo 1834) è stato un medico, chimico e politico francese.

## Biografia
Lavorò con Antoine Lavoisier su un sistema di numerazione chimica e fu redattore del periodico scientifico Annales de chimie et de physique, fondato nel 1789. Successivamente divenne ambasciatore negli Stati Uniti e prefetto del dipartimento della Nièvre.